# ブレディウス美術館
ブレディウス美術館（ブレディウスびじゅつかん、Museum Bredius）は、オランダのデン・ハーグにある美術館。

## 沿革
マウリッツハイス美術館の館長も務めた美術収集家・歴史家のアブラハム・ブレディウスの個人コレクションが展示されている。

## コレクション
レンブラント・ファン・レイン、アンソニー・ヴァン・ダイク、アルベルト・カイプ、ヤン・ステーン等を所蔵している。